# Solmania
Solmania (englisch, japanisch ソルマニア (Sorumania)) ist ein 1984 gegründetes Japanoise-Projekt.

## Geschichte
Masahiko Ohno gründete Solmania 1984 als Soloprojekt und wurde für seine selbst gebauten und umgebauten E-Gitarren und Effektpedale bekannt. In den späten 1980er-Jahren bestritt er als Solmania eine Nordamerika-Tournee, in der Folge erlangte er zunehmende Bekanntheit in den Vereinigten Staaten. Gemeinsam mit Interpreten wie Merzbow, Masonna und Hanatarash wurde die Musik des Projektes in kleinen Musikgeschäften vertrieben und in die Rotation mehrerer College-Radios aufgenommen. In den 1990er Jahren wurden seine Gitarren und Effektgeräte in diversen Gitarrenmagazinen als Dekonstruktion des Instrumentes thematisiert. Katsumi Sugahara trat dem Projekt in der Mitte der 1990er bei. Die Musik von Solmania gehörte hinzukommend zu einer Reihe Genreinterpreten deren Musik Thurston Moore zum Remix des Stücks Rising von Yoko Ono nutzte. Das italienische Unternehmen Urashima veröffentlichte in den 2020er-Jahren einen Großteil des Katalogs des Projektes erneut.

## Stil
Als markant für Solmania gelten die experimentellen E-Gitarren und Effektgeräte, mit denen das Projekt „einzigartige Klänge“ erzeugt. Die Instrumente sind Gitarren mit mehreren Hälsen, Harfengitarren und Instrumente mit unkonventionellen Korpusformen. Er baut zusätzliche Hälse, Saiten und Tonabnehmer an ungewöhnlichen Stellen ein und nutzt weitere ergänzende Geräte. Musikalisch und kulturell wird das Projekt dem Japanoise zugerechnet. Dabei verwebt Solmania schnelle Passagen, in denen Elemente aus Progressive Rock, Punk, Metal, Noise und Drone Doom einfließen, mit Bewegungen der Avantgarde.

## Diskografie (Auswahl)
- 1985: Wörkenemy (Album, Fatagaga Tapes)
- 1985: Vexation (Album, Fatagaga Tapes)
- 1986: Energetic Enema (Split-Album mit Kyōakukyōjindan, Murderous Tapes/Fatagaga Tapes)
- 1986: Highdrophobia (Album, Fatagaga Tapes)
- 1987: Erosion (Album, Fatagaga Tapes)
- 1991: Metamorphor Chorus (Album, Alchemy Records)
- 1992: Morphine Nocturne (Album, Vanilla Records)
- 1993: Psycledelic (Album, Alchemy Records)
- 1995: 震える舌 = Trembling Tongues (Album, Alchemy Records)
- 1996: Evil Bed (Album, Alchemy Records)
- 1998: DLO (Album, Alchemy Records)
- 1999: Live – Big Rig (Livealbum, Kubitsuri Tapes)
- 2007: Noise May-Day 04 (Videoalbum, Alchemy Music Store)
- 2013: The Basement Tapes and Discs (Box-Set, Youth Inc.)
- 2016: Kill (Album, Alchemy Records)
- 2017: Solmania / Harsh Noise Movement (Split-Album mit Harsh Noise Movement, HNM)
- 2021: Platonic Or Guerrilla (Album, Selbstverlag)
- 2022: Solmania / Awkward Geisha (Split-Album mit Awkward Geisha, Selbstverlag)